# Palaontologische Zeitschrift
Paläontologische Zeitschrift (с нем. — «Палеонтологический журнал»; ISSN: 0031-0220, англ. Scientific Contributions to Palaeontology) — немецкий научный журнал для публикации оригинальных исследований в различных областях палеонтологии. Основан в 1913 году.

## История
Журнал основан в 1913 году немецким палеонтологическим обществом Paläontologische Gesellschaft, издаётся концерном Springer Berlin / Heidelberg. Первый номер опубликован в 1914 году.
Индекс цитирования (импакт фактор) равен 1.275 (2017, ISI Journal Citation Reports Ranking Thomson Reuters).

## Редакция
- Главный редактор (2018):

Mike Reich, Bayerische Staatssammlung für Paläontologie und Geologie Munich, Germany
- Редакторы:

Joachim Reitner, Georg-August-Universität Göttingen, Fakultät für Geowissenschaften und Geographie, Abteilung Geobiologie, Göttingen
Juergen Kriwet, Staatliches Museum für Naturkunde, Stuttgart
Oliver Rauhut, Bayerische Staatssammlung für Paläontologie und Geologie Munich, Germany
Hans-Dieter Sues, Smithsonian Institution, Washington, D.C., USA
другие

## ISSN
- ISSN: 0031-0220 (печатная версия)
- ISSN: 1867-6812 (электронная версия)[7]